# Lajos Parti Nagy
Lajos Parti Nagy (* 12. října 1953, Szekszárd) je maďarský básník, prozaik a překladatel.

## Životopis
Dětství strávil v Tolně, Kaposváru a Székesfehérváru. V roce 1977 promoval z maďarské historie. V letech 1979–1986 působil jako redaktor Jelenkoru, nyní je na volné noze. Svou literární činnost začal jako básník, příběhy, romány, divadelní hry a dramata píše od poloviny 90. let.

## Dílo
- Angyalstop (1982)
- Csuklógyakorlat (1986)
- Szódalovaglás (1990)
- Se dobok, se trombiták (1993)
- A hullámzó Balaton (1994)
- Esti kréta (1995)
- Ibusár – Mauzóleum (1996)
- A test angyala (1997)
- Hősöm tere (2000)
- Fényrajzok (2001)
- Kacat, bajazzó (2002)
- Grafitnesz (2003)
- A fagyott kutya lába (2006)
- A vak murmutér (2007)
- A pecsenyehattyú és más mesék (2008)
- Petőfi Barguzinban (2009)
- Az étkezés ártalmasságáról : előadás (2011, 2012)
- Fülkefor és vidéke – magyar mesék (2012)
- Fülkeufória és vidéke – Százegy új magyar mese (2014)

překlady
- Tomaž Šalamun: Póker (1993)
- Michel Tremblay: Sógornők
- Eberhard Streul: Kellékes
- Molière: Úrhatnám polgár
- Molière: Tartuffe
- Julian Crouch, Phelim McDermott: Jógyerekek képeskönyve
- Werner Schwab: Elnöknők

dramata
- Ibusár (1993 cena kritiky za nejlepší hru roku)
- Mauzoleum